# Goodwood Circuit
Goodwood Motor Circuit är en racerbana strax norr om Chichester mellan Portsmouth och Brighton i England. Banan invigdes i september 1948 och var Storbritanniens första permanenta racerbana efter andra världskriget.
På Goodwoodbanan kördes årligen minst ett grand prix-lopp utanför formel 1-VM 1948-1965.
Banan stängdes efter 18 år i augusti 1966 men har därefter använts som testbana. Den kände formel 1-föraren Bruce McLaren omkom under testning på banan 1970.
Goodwoodbanan är numera känd för specialarrangemang, som Goodwood Revival och Festival of Speed.